# Trochosa moluccensis
Trochosa moluccensis là một loài nhện trong họ Lycosidae.
Loài này thuộc chi Trochosa. Trochosa moluccensis được Tord Tamerlan Teodor Thorell miêu tả năm 1878.